# فيليب بول (طبال)
فيليب بول (بالإنجليزية: Philip Paul)‏ هو طبال أمريكي، ولد في 11 أغسطس 1925 في هارلم في الولايات المتحدة.